# Interfax

Logo

Interfaks (Interfax) – międzynarodowa agencja prasowa w Rosji. Powstała w 1989 roku, jako pierwsza niepaństwowa agencja informacyjna na terenie byłego ZSRR. 
Wchodzi w skład grupy Interfax Information Services Group, która z kolei składa się z trzydziestu spółek (spółki składają się z agencji informacyjnych branżowych, regionalnych, państwowych działających na terytorium Rosji, Ukrainy, Kazachstanu, Azerbejdżanu i Chin). 
Od 2006 roku jest partnerem strategicznym Rosji w dziedzinie usług investor relations.